# عبد الله الزواوي
السيد عبد الله بن السيد محمد صالح بن السيد عبدالرحمن بن السيد أبو بكر بن السيد عبدالرحمن بن السيد أحمد بن السيد محمد بن السيد محمد الزواوي الإدريسي الحسني نسبًا الشافعي مذهبًا (1266هـ - 1343هـ) هو مفتي الشافعية بمكة. ولد بمكة المكرمة ونشأ بها، بدأ في طلب العلم في سن مبكرة، وقد آتاه الله همة عالية في طلب المعالي، فالتحق بالمدرسة الصولتية وأخذ عن علمائها، وكان قد جمع في دراسته بين أغلب العلوم النقلية والعقلية والرياضية والفلكية، وله صبر جميل ونفس طويل بقراءة المجلدات الكبار على أساتذته، ومن جملة شيوخه:
١- والده السيد محمد صالح الزواوي
1. الشيخ محمد بن يوسف خياط الشافعي المكي
2. الشيخ أحمد بن أسعد الدهان المكي
3. الشيخ رحمة الله الكيرانوي الهندي ثم المكي

٥- الشيخ عبد الحميد أفندي الداغستاني الشرواني
تصدَّر للتدريس في المسجد الحرام، وقيل أنه جلس للتدريس وعمره ١٣ عام، وكانت حلقة درسه في الحصوة التي خلف باب بني شيبة، وانتفع به خلق كثير، وممن أخذ عنه: السيد حسن كتبي وابنه عبدالرحمن زواوي، والشيخ محمد بن تركي المدرس بالمسجد النبوي والشيخ عبدالرحمن بن أحمد الدهان وغيرهم الكثير.
سافر إلى الهند والملايو وإندونيسيا والصين واليابان. تقلد في عهد الحكومة الحجازية وظيفة رئيس مجلس الشورى، ثم رئيس مجلس الشيوخ، ثم رئيس عين زبيدة. كما شغل منصب وكيل المعارف خلفا للشيخ علي مالكي.
استشهد في الطائف خلال دخول القوات السعودية.

## مؤلفاته
- بغية الراغبين وقرة عين أهل البلد الأمين.[1]
- رسالة في أحوال عين زبيدة.[1]
- ضجيج الكون في نصائح الشريف عون.